# Verija
Verija är en ort i Bosnien och Hercegovina.   Den ligger i entiteten Republika Srpska, i den nordvästra delen av landet, 190 km nordväst om huvudstaden Sarajevo. Verija ligger 136 meter över havet och antalet invånare är 102.
Terrängen runt Verija är platt. Närmaste större samhälle är Bosanska Dubica, 3,4 km öster om Verija. 
Omgivningarna runt Verija är en mosaik av jordbruksmark och naturlig växtlighet. Runt Verija är det ganska tätbefolkat, med 67 invånare per kvadratkilometer.